# Xylomelum benthamii
Xylomelum benthamii är en tvåhjärtbladig växtart som beskrevs av Anthony Edward Orchard. Xylomelum benthamii ingår i släktet Xylomelum och familjen Proteaceae. Inga underarter finns listade i Catalogue of Life.